# 주선하

주선하 (周善河 , 1985년 12월 7일 ~ ) 는 대한민국의 모델겸 배우이자 현재 인터내셔널 슈퍼퀸 모델협회 이사이다
“주선하” 는 1985년 12월 7일 서울특별시 에서 1남 1녀 중 장녀로 태어났다.
키는 164cm, 몸무게는 47kg이며, 신발 사이즈는 220mm이다. 취미는 골프 필라테스이다
각종 모델 선발대회에서 수상 했으며, 패션쇼에 참가하며 경력을 쌓았다.
수상
• 2025년 인터내셔널 슈퍼퀸 모델 콘테스트 미(美)
• 2024년 인터내셔널 슈퍼퀸 모델 콘테스트 본선
• 2023년 대한민국한복모델선발대회 입선 
•  2023년 대한민국한복모델선발대회 본선 
• 2022년 K드레스 모델 선발대회 엔터테인먼트상
• 2022년 대한민국한복모델선발대회 입선 
• 2022년 대한민국한복모델선발대회 본선 
경력
• 2025년 패션위크 김정민드레스 패션쇼 
• 2025년 줄리엣 발코니 드레스 패션쇼 ]
직위
• 2025년 인터내셔널 슈퍼퀸 모델협회 이사